# Hachiōji
Hachiōji (八王子市, Hachiōji-shi) és una ciutat i municipi de Tòquio, a la regió de Kantō, Japó. Hachiōji és la ciutat més populosa de la subregió del Tòquio occidental o regió de Tama, la qual està majoritàriament formada per ciutats dormitori. El 2015 tenia una població estimada de 562.572 habitants.

## Geografia
La ciutat de Hachiōji es troba localitzada als peus de les muntanyes d'Okutama, a la subregió del Tòquio occidental, al voltant d'uns 40 quilòmetres de distància del centre dels districtes especials de Tòquio. La ciutat està envoltada a tres bandes per muntanyes, formant la foia de Hachiōji, la qual s'obre a l'est en direcció a Tòquio. Les muntanyes ubicades al sud-oest inclouen el mont Takao (599 metres) i el mont Jinba (857 m), dues destinacions populars per a practicar el senderisme a les quals s'arriba per tren i bus, respectivament. El terme municipal de Hachiōji limita amb els d'Akiruno, Akishima i Fussa al nord; amb Hino i Tama a l'est; amb Machida i Sagamihara (a la prefectura de Kanagawa) al sud i amb Hinohara a l'oest.

### Clima
Hachiōji té, segons la classificació climàtica de Köppen, un clima subtropical humit, caracteritzat pels estius càlids i els hiverns freds, amb lleugeres o inexistents nevades. La temperatura mitjana anual a Hachiōji és de 13,9 graus. La mitjana anual de precipitacions és de 1.998 mil·límetres, sent setembre el mes amb més humitat. La temperatura mitjana més alta és a l'agost amb vora 25,3 graus i la més baixa és al gener amb 2,4 graus.

## Història
La zona on ara es troba Hachiōji fou part de l'antiga província de Musashi.
En la reforma del cadastre durant l'era Meiji del 22 de juliol de 1878 la zona es convertí en part del districte de Minami-Tama en la prefectura de Kanagawa. L'actual ciutat d'Hachiōji es creà l'1 d'abril de 1889 amb l'establiment de la llei de municipis. El districte de Minami-Tama va ser transferit sota control de l'antiga prefectura de Tòquio l'1 d'abril de 1893. Hachiōji va aconseguir l'estatus de ciutat l'1 de setembre de 1917.
Durant els Jocs Olímpics d'Estiu de 1964 fou l'hoste de les proves olímpiques de ciclisme. Per a aquest cas, es construí un velòdrom. Hachiōji va esdevindre ciutat nucli l'1 d'abril de 2015, fet que suposà un increment de l'autonomia municipal.

## Administració

### Batlles
- Eikichi Shibata (1917-1921)
- Teibei Hirabayashi (1921-1925)
- Bungo Mutō (1925-1929)
- Fumitarō Akiyama (1929)
- Kunisaburō Kidokoro (1929-1933)
- Tatsuyoshi Mokudai (1934-1938)
- Genbei Sekiya (1938-1942)
- Tomohiko Fukazawa (1942-1945)
- Kichinosuke Kobayashi (1945-1957)
- Gizō Noguchi (1957-1961)
- Enji Uetake (1961-1973)
- Sōichi Gotō (1973-1983)
- Shigeo Hatano (1984-2000)
- Ryūichi Kurosu (2000-2012)
- Takayuki Ishimori (2012-present)

## Demografia
| 1920    | 1930    | 1940    | 1950    | 1960    | 1970    | 1980    |
| ------- | ------- | ------- | ------- | ------- | ------- | ------- |
| 78.705  | 95.389  | 111.028 | 131.470 | 164.622 | 253.407 | 387.178 |
| 1990    | 2000    | 2010    | 2020    | 2030    | 2040    | 2050    |
| 466.347 | 536.046 | 579.799 | 580.192 | -       | -       | -       |

## Transport

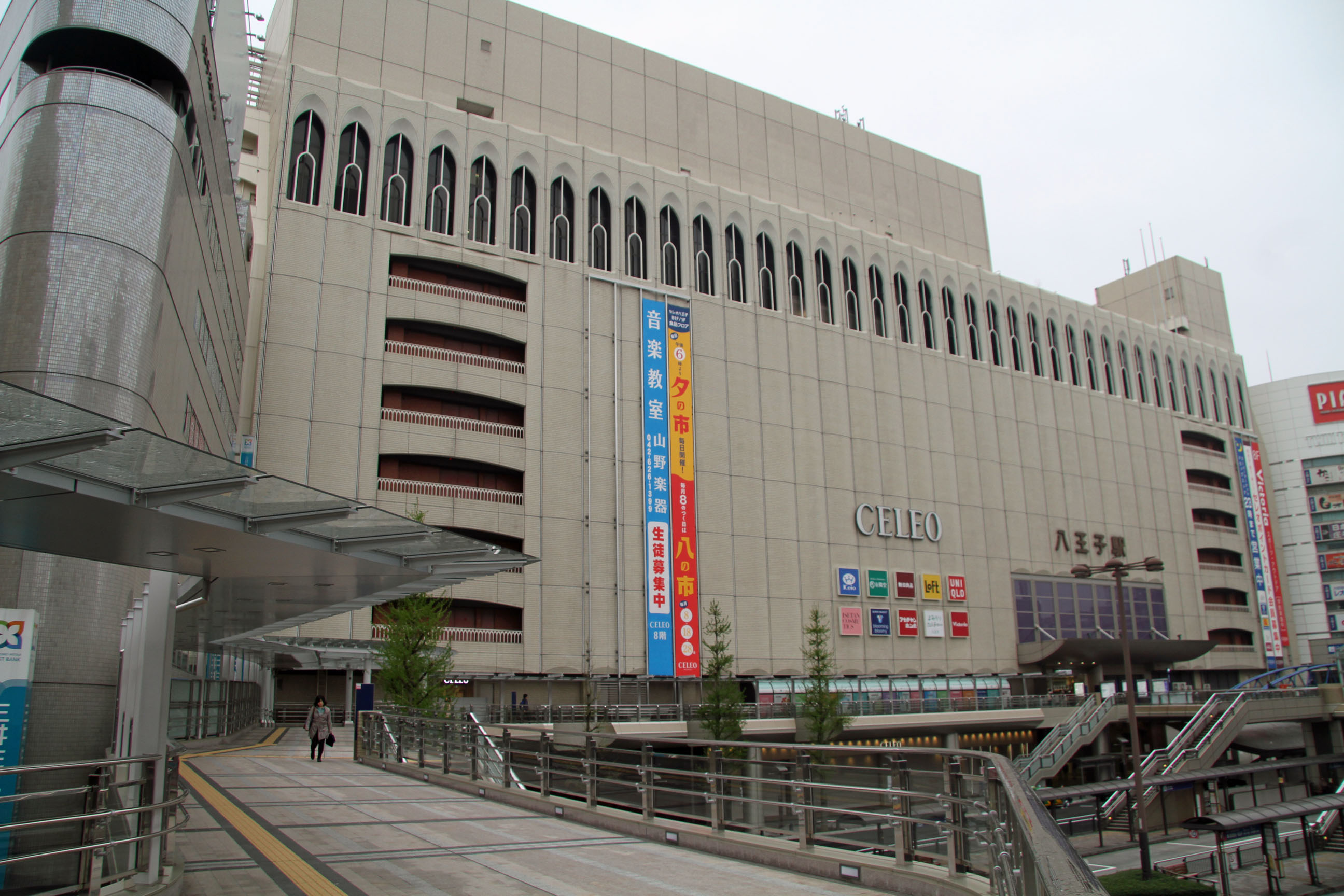
Estació de Hachiôji

### Ferrocarril
- Companyia de Ferrocarrils del Japó Oriental (JR East)
  - Hachiōji - Nishi-Hachiōji - Takao - Hachiōji-Minamino - Katakura - Kita-Hachiōji - Komiya
- Ferrocarril Elèctric de Tòquio-Hachiōji (Keiō)
  - Naganuma - Kitano - Keiō-Hachiōji - Keiō-Katakura - Yamada - Mejirodai - Hazama - Takao - Takaosanguchi - Keiō-Horinouchi - Minami-Ōsawa
- Monocarril Metropolità de Tama
  - Chūō Daigaku-Meisei Daigaku - Ōtsuka-Teikyō Daigaku - Matsugaya
- Ferrocarril Elèctric d'Escalada de Takao (Takao Tozan Dentetsu)

### Carretera
- Autopista Central Metropolitana (Ken-Ō) - Autopista Central (Chūō)
- Nacional 16 - Nacional 20 - Nacional 411

## Agermanaments
- Tomakomai, Hokkaidō, Japó. (10 d'agost de 1973)
- Nikkō, prefectura de Tochigi, Japó. (1 d'abril de 1974)
- Tai'an, província de Shandong, RPX.[5] (23 de setembre de 2006)
- Kaohsiung, república de la Xina.[5] (1 de novembre de 2006)
- Siheung, província de Gyeonggi, república de Corea.[5] (7 de novembre de 2006)
- Yorii, prefectura de Saitama, Japó. (1 d'octubre de 2016)
- Odawara, prefectura de Kanagawa, Japó. (1 d'octubre de 2016)
- Wriezen, Brandenburg, Alemanya. (10 de juliol de 2017)